# Цифровой шум изображения

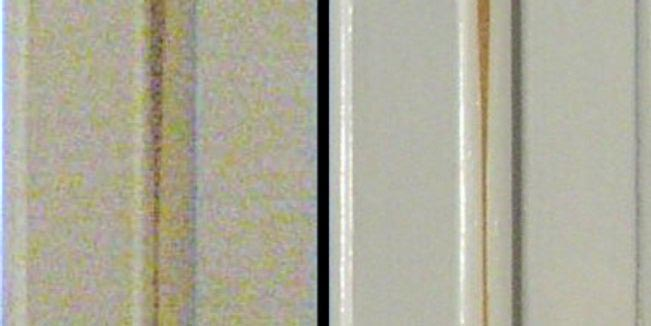
На левой части изображения приведён фрагмент фотографии, снятой при неблагоприятных условиях (длинная выдержка, высокая чувствительность ISO), шум хорошо заметен. На правой части изображения — фрагмент фотографии, снятой при благоприятных условиях. Шум практически незаметен

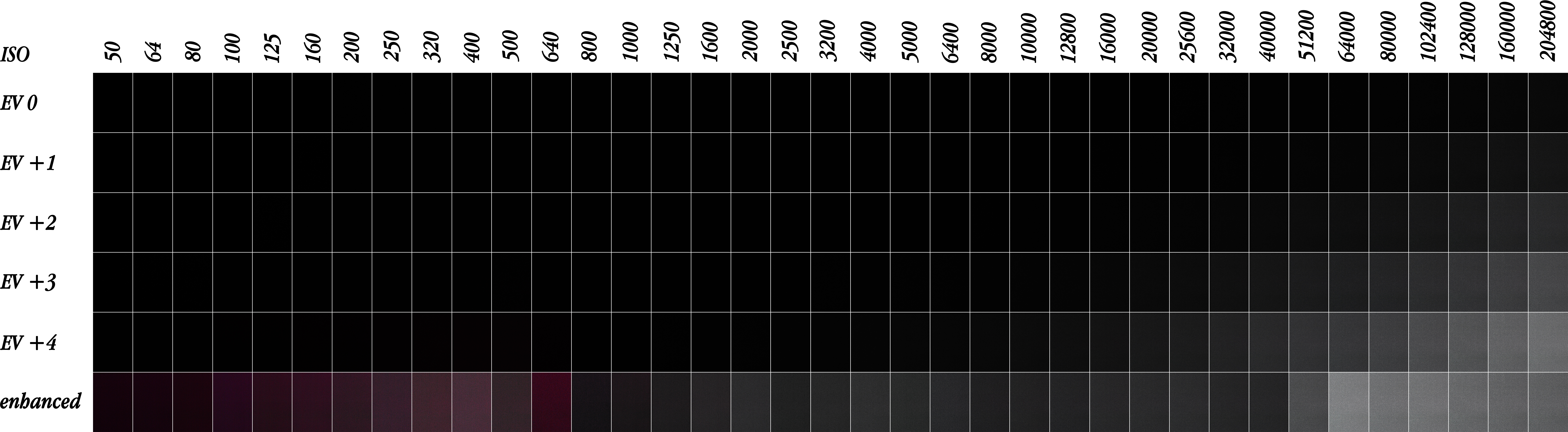
Шум ISO (ISO 50-204800) Sony Alpha 9 II

Цифрово́й шум — дефект изображения (шум), вносимый фотосенсорами и электроникой устройств, которые их используют (цифровой фотоаппарат, теле-/видеокамеры и т. п.) вследствие несовершенства технологий, а также фотонной природы света.

## Явление
Цифровой шум заметен на изображении в виде наложенной маски из пикселей случайного цвета и яркости.
На камерах с массивом цветных фильтров (к этому типу принадлежат большинство цифровых камер) цветовой шум обычно имеет визуально более крупные зерна, чем пиксели на изображениях. Это является побочным эффектом для алгоритма получения полноцветного изображения.
Для трехматричных систем или матрицы без фильтра шум будет более мелкозернистым.
В цветном изображении шум может иметь разную интенсивность для разных каналов изображения. Это визуально окрашивает его. Шум на фотографии снятой при лампах накаливания имеет преимущественно желто-синие оттенки, а не зелёно-фиолетовые. Дело в том, что хотя изначально все пиксели одинаково подвержены шуму, но после применения баланса белого синий канал изображения, и, соответственно, шум в нём увеличиваются сильнее.
Шум заметен на однотонных участках, а в особенности — на тёмных участках изображения.
Как принято в электронике, обычно говорят об отношении сигнал/шум. Наглядно можно сравнивать шум разных матриц так: привести две парные тестовые фотографии к одному размеру и одинаковой яркости, и после этого визуально оценить цветовые шумы.
Иногда цифровой шум отождествляют с такими явлениями обычной (химической) фотографии, как зернистость плёнки и фотографическая вуаль.

## Подавление цифрового шума
Существуют всевозможные способы подавления цифрового шума на уровне сенсора, трактов цифрового фотоаппарата и при дальнейшей цифровой обработке.
На уровне сенсора используются пиксели большего размера и более плотно прилегающие друг к другу микролинзы. Также, можно использовать цветные фильтры, пропускающие больший процент света. Последний способ может отрицательно сказываться на качестве цветопередачи камеры.
Использование более высококачественных усилителей и АЦП с большей разрядностью также, очевидно, позволяет уменьшить шум. Иногда (например, в астрофотосъёмке) используют охлаждение матрицы.
Подавление цифрового стохастического шума при постобработке проводится усреднением яркости пикселя по некоторой группе пикселей, который алгоритм считает «похожими». Обычно при этом ухудшается детальность изображения, оно становится более «мыльным». Кроме этого, могут проявиться ложные детали, которых не было на исходной сцене. Например, если алгоритм будет искать «похожие» пиксели недостаточно далеко, то мелкозернистый и среднезернистый шум может быть подавлен, а слабый, но всё равно довольно заметный неестественный «крупный» шум останется видимым.

## Причины возникновения цифрового шума
На отношение сигнал/шум влияют шумы аналоговой электроники цифрового фотоаппарата («обвязка», усилители, АЦП), но основным источником цифрового шума является фотосенсор. Цифровой шум в фотосенсоре возникает по следующим причинам:
1. Дефекты (примеси и др.) потенциального барьера вызывают утечку заряда, сгенерированного за время экспозиции — т. н. чёрный дефект. Такие дефекты видны на светлом фоне в виде тёмных точек.
2. Темновой ток (англ. dark current) — является вредным следствием термоэлектронной эмиссии и «туннельного» эффекта и возникает в сенсоре при подаче потенциала на электрод, под которым формируется потенциальная яма. «Темновым» данный ток называется потому, что складывается из электронов, попавших в яму при отсутствии светового потока. Такие дефекты видны на тёмном фоне в виде светлых точек, т. н. белый дефект. Белые дефекты особенно проявляются при больших экспозициях. Основная причина возникновения темнового тока — это примеси в кремниевой пластине или повреждение кристаллической решётки кремния. Чем чище кремний, тем меньше темновой ток. На темновой ток оказывает влияние температура элементов камеры, а также электромагнитные наводки, как внешние, так и внутренние, от самой камеры. При увеличении температуры на 6—8 градусов значение темнового тока удваивается.
3. Из-за шума, возникающего вследствие стохастической природы взаимодействия фотонов света с атомами материала фотодиодов сенсора. При движении фотона внутри кристаллической решётки кремния, вероятно, что фотон, «попав» в атом кремния, выбьет из него электрон, родив пару электрон—дырка, но сказать точно, сколько фотонов родит пары, а сколько пропадёт с какими-то другими эффектами, нельзя. Электрический сигнал, снимаемый с сенсора, будет соответствовать количеству рождённых пар. Снимаемый сигнал с сенсора при заданных выдержке и диафрагме (интенсивности света) будет определять квантовая эффективность — среднее число рождаемых пар электрон—дырка.
4. Из-за наличия дефектных (не работающих) пикселей, которые возникают при производстве фотосенсоров (из-за несовершенства технологии) и всегда находятся в одном и том же месте. Для устранения их негативного влияния используются математические методы интерполяции, когда вместо дефектного «подставляется» либо просто соседний элемент, либо среднее по прилегающим элементам, либо значение, вычисленное более сложным способом. Естественно, что вычисленное значение отличается от фактического и ухудшает резкость конечного изображения. Этот же дефект вносит интерполяция, корректирующая конечное изображение, например, при использовании фильтра Байера.

## Что влияет на величину цифрового шума
- Плотность элементов — размер фотодиода на микросхеме зависит от технологии. По технологии ПЗС элементов «обвязки» у пиксела меньше, чем по технологии КМОП, и бо́льшая часть площади сенсора достаётся линзе фотодиода. Это особенно сказывается на сенсорах маленького размера. При одинаковых физических размерах сенсора, у сенсора, имеющего большее разрешение, активная площадь каждого фотодиода меньше. На маленькие линзы фотодиода падает меньше света, меньшие потенциалы считываются с фотодиода и требуется бо́льшее аналоговое усиление сигнала перед оцифровкой. В результате больше уровень шума и меньше отношение сигнал/шум. Но данное утверждение справедливо только при неизменной технологии изготовления матрицы. Новые матрицы могут содержать менее шумные элементы, и соответственно можно или увеличивать разрешение с сохранением уровня шума, или сохранить разрешение, при этом уменьшая шум. На текущий момент[когда?] производители предпочитают вариант сохранения уровня шума и увеличение разрешения.
- Время экспонирования. Темновой ток фотодиода при больших экспозициях сильно ухудшает отношение сигнал/шум. Чем больше время экспонирования (при равном количестве попавшего на матрицу света), тем больше тепловой шум транзисторов электроники и хуже отношение сигнал/шум.